# Nisída Sývota
Nisída Sývota är en ö i Grekland.   Den ligger i prefekturen Thesprotia och regionen Epirus, i den västra delen av landet, 300 km nordväst om huvudstaden Aten. Arean är 0,85 kvadratkilometer.
Terrängen på Nisída Sývota är lite kuperad. Öns högsta punkt är 102 meter över havet. Den sträcker sig 1,1 kilometer i nord-sydlig riktning, och 1,5 kilometer i öst-västlig riktning.